# David Tal (historien)
Pour les articles homonymes, voir David Tal.
David Tal est un historien israélien, professeur à l'Université de Tel-Aviv et spécialiste de la Guerre de Palestine de 1948.

## Publications
- David Tal, Israel’s Conception of Current Security - Origins and Development, 1949-1956, Be'er Shevea University Press, Israel, 1998.
- David Tal, The 1956 War : Collusion and Rivalry in the Middle East, Frank Cass, London, 2001.
- David Tal, War in Palestine, 1948 : Strategy and Diplomacy, Routledge, London, 2004.